# Тайному другу
«Тайному другу» — неоконченная повесть Михаила Афанасьевича Булгакова, датированная 1929 годом и послужившая основой для «Театрального романа» (также неоконченного). Впервые напечатана в журнале «Памир» (1987, №4).

## История написания
Жена писателя, Елена Сергеевна Булгакова вспоминала:
Летом 1929 года я уехала лечиться в Ессентуки. Михаил Афанасьевич писал мне туда прекрасные письма, посылал лепестки красных роз; но я должна была уничтожать тогда все эти письма, я не могла их хранить. В одном из писем было сказано: «Я приготовил Вам подарок, достойный Вас…» Когда я вернулась в Москву, он протянул мне эту тетрадку…